# Ретель (кантон)
Рете́ль (фр. Rethel) — кантон во Франции, находится в регионе Шампань — Арденны, департамент Арденны. Входит в состав округа Ретель.
Код INSEE кантона — 0823. Всего в кантон Ретель входит 17 коммун, из них главной коммуной является Ретель.

## Коммуны кантона
| Коммуна       | Население, чел. (1999) | Почтовый индекс | Код INSEE |
| ------------- | ---------------------- | --------------- | --------- |
| Амань         | 705                    | 08300           | 08008     |
| Амбли-Флёри   | 151                    | 08130           | 08010     |
| Арникур       | 139                    | 08300           | 08021     |
| Аси-Романс    | 443                    | 08300           | 08001     |
| Барби         | 352                    | 08300           | 08048     |
| Бертонкур     | 147                    | 08300           | 08062     |
| Бьерм         | 246                    | 08300           | 08064     |
| Ду            | 76                     | 08300           | 08144     |
| Куси          | 488                    | 08300           | 08133     |
| Мон-Лоран     | 75                     | 08130           | 08306     |
| Нантёй-сюр-Эн | 125                    | 08300           | 08313     |
| Нови-Шеврьер  | 549                    | 08300           | 08330     |
| Ретель        | 8 052                  | 08300           | 08362     |
| Сёй           | 166                    | 08300           | 08416     |
| Со-ле-Ретель  | 1 919                  | 08300           | 08403     |
| Сорбон        | 216                    | 08300           | 08427     |
| Тюньи-Трюньи  | 243                    | 08300           | 08452     |

## Население
Население кантона на 1999 год составляло 14 092 человека.
| 1962   | 1968   | 1975   | 1982   | 1990   | 1999   | 2006 | 2007 | 2008 |
| ------ | ------ | ------ | ------ | ------ | ------ | ---- | ---- | ---- |
| 12 562 | 13 546 | 14 165 | 14 394 | 14 076 | 14 092 | —    | —    | —    |